# Male žene (2019.)
Male žene (eng. Little Women) je američka drama iz 2019. koju je napisala i režirala Greta Gerwig. To je sedma filmska adaptacija istoimenog romana Louise May Alcott iz 1868. godine. Bilježi živote sestara March - Meg, Jo, Beth i Amy - u Concordu, Massachusetts, tijekom 19. stoljeća. Glavne uloge tumaće Saoirse Ronan, Emma Watson, Florence Pugh, Eliza Scanlen, Laura Dern, Timothée Chalamet, Meryl Streep, Tracy Letts, Bob Odenkirk, James Norton, Louis Garrel i Chris Cooper.
Sony Pictures pokrenuo je razvoj filma 2013., s Amy Pascal koja se uključila u produkciju 2015., a Gerwig je angažirana da napiše scenarij sljedeće godine. Koristeći druge Alcottove spise kao inspiraciju, Gerwig je napisala scenarij 2018. Iste je godine proglašena je redateljicom, te je film bio drugi koji je sama režirala. Snimanje je trajalo od listopada do prosinca 2018. u državi Massachusetts, a montaža je započela dan nakon završetka snimanja.
Film je premijerno prikazan u Muzeju moderne umjetnosti u New Yorku 7. prosinca 2019., a u kinima ga je u Sjedinjenim Državama pustio 25. prosinca 2019. Sony Pictures Releasing. Film je dobio pohvale kritičara, s posebnim pohvalama za Gerwigov scenarij i režiju, kao i glumačku postavu, te je zaradio 218 milijuna dolara diljem svijeta. Među brojnim priznanjima, film je osvojio šest nominacija za Oscara, uključujući najbolji film, najbolju glumicu (Ronan), najbolju sporednu glumicu (Pugh), najbolji adaptirani scenarij i najbolju originalnu glazbu, te je osvojio za najbolju kostimografiju. Također je zaradio pet nominacija za nagradu Britanske filmske akademije, s pobjedom za najbolju kostimografiju i dvije nominacije za Zlatni globus.

## Radnja
Godine 1868. Jo March, učiteljica u New Yorku, odlazi gospodinu Dashwoodu, uredniku koji pristaje objaviti priču koju je ona napisala. Njezina najmlađa sestra, Amy, koja je u Parizu s njihovom tetom March, dolazi na zabavu s njihovim prijateljiom iz djetinjstva i susjedom, Laurie. Amy se naljuti na Lauriejevo pijano ponašanje, što ga natjera da joj se ruga jer provodi vrijeme s bogatim biznismenom Fredom Vaughnom. U New Yorku, Jo postaje povrijeđena kada Friedrich Bhaer, profesor zainteresiran za nju, daje kritičko (i iskreno) povratno mišljenje o njezinom pisanju, razljutivši je. Nakon što je iz pisma saznala da se bolest njezine mlađe sestre Beth pogoršala, Jo se vraća kući u Concord, Massachusetts.
Sedam godina ranije, 1861., dok je bila na zabavi sa svojom starijom sestrom Meg, Jo upoznaje Laurija. Na božićno jutro, majka djevojčica, "Marmee", nagovara ih da svoj doručak daju svojoj siromašnoj susjedi gospođi Hummel i njezinoj izgladnjeloj djeci. Nakon povratka kući pronalaze stol pun hrane koju im je dao njihov susjed i Laurien djed, gospodin Laurence. Marmee zatim čita pismo njihovog oca koji se bori u Američkom građanskom ratu. Jo redovito čita teti March, nadajući se da će je teta March pozvati u Europu.
Kada Jo, Meg, Laurie i John Brooke – Laurien učitelj i Megin budući suprug – odu u kazalište, ljubomorna Amy spaljuje Joine spise. Sljedećeg jutra, Amy, želeći da joj uzrujana Jo oprosti, sljedi nju i Laurija na jezero gdje se klizaju. Oni spašavaju Amy kada ona propadne kroz led. G. Laurence primijeti Bethinu povućenost i pozove je da svira klavir njegove pokojne kćeri u njegovoj kući. U sadašnjosti, Meg sjedi s Johnom nakon što su kupili skupu tkaninu koju si ne mogu priuštiti i izražava svoje nezadovoljstvo nad time što je siromašna. Laurie posjećuje Amy kako bi se ispričao za svoje ponašanje, nagovarajući je da se ne uda za Freda, već da se uda za njega. Iako zaljubljena u Laurija, Amy odbija, ljuta što je uvijek druga iza Jo. Unatoč tome, ona također odbija Fredov prijedlog. U prošlosti, g. Laurence daruje svoj klavir Beth i otkriva da je od Hummelovih dobila šarlah. Kako bi izbjegla bolest, Amy je poslana kod tete March, koja joj savjetuje da dobrom udajom priskrbi svoju obitelj. Ponovno u sadašnjosti, John nagovara Meg da tkaninu pretvori u haljinu kako bi je usrećila, ali ona otkriva da ju je prodala i uvjerava ga da je sretna kao njegova žena. Beth se oporavi na vrijeme za Božić u prošlosti, a njihov se otac također vraća kući. Nakon pogoršanja bolesti u sadašnjosti, Beth umire. Na Megin dan vjenčanja u prošlosti, Jo je pokušava uvjeriti da pobjegne, ali Meg izražava svoje oduševljenje što će se udati za Johna. Teta March najavljuje svoje putovanje Europom, uzimajući Amy umjesto Jo. Nakon vjenčanja, Laurie zaprosi Jo, koja odbija, objašnjavajući da se ne vidi u braku.
Marmee otkriva da se Amy vraća iz Europe s bolesnom tetom March u sadašnjosti. Jo se pita je li prebrzo odbila Laurieja i piše mu pismo. Pripremajući se za odlazak, Amy kaže Lauriju da je odbila Fredov prijedlog; ljube se i kasnije vjenčaju na putu kući. Jo i Laurie pristaju ostati prijatelji, nakon čega ona odbacuje pismo koje mu je napisala. Jo počinje pisati roman temeljen na svom životu i životu njezinih sestara i šalje prva poglavlja g. Dashwoodu koji nije impresioniran. Bhaer iznenadi Jo kada se pojavi u kući Marchovih na putu za Kaliforniju.
U New Yorku, gospodin Dashwood pristaje objaviti Join roman nakon što njegove kćeri traže da znaju kako završava, ali on odbija prihvatiti da protagonistica na kraju ostane neudana. Kako bi ga umirila, Jo završava svoj roman tako da glavna junakinja sama spriječi Bhaera da ode u Kaliforniju. Uspješno pregovara o autorskim pravima i tantijemama s g. Dashwoodom. Nakon smrti tete March, Jo nasljeđuje njezinu kuću i otvara je kao školu u kojoj Meg, Amy i Bhaer predaju. Jo promatra tiskanje svog romana pod naslovom Male žene.

## Glumci
- Saoirse Ronan kao Josephine "Jo" March
- Emma Watson kao Margaret "Meg" March
- Florence Pugh kao Amy March
- Eliza Scanlen kao Elizabeth "Beth" March
- Laura Dern kao Marmee March
- Timothée Chalamet kao Theodore "Laurie" Laurence
- Meryl Streep kao teta March
- Tracy Letts kao Mr. Dashwood
- Bob Odenkirk kao tata March
- James Norton kao John Brooke
- Louis Garrel kao Friedrich Bhaer
- Chris Cooper kao Mr. Laurence
- Jayne Houdyshell kao Hannah
- Rafael Silva kao prijatelj Friedricha
- Dash Barber as Fred Vaughn
- Hadley Robinson kao Sallie Gardiner Moffat
- Abby Quinn kao Annie Moffat
- Maryann Plunkett kao Mrs. Kirke
- Edward Fletcher kao obitelji Laurence'
- Sasha Frolova kao Mrs. Hummel

## Produkcija

### Razvoj i odabir glumaca
U listopadu 2013. objavljeno je da je Sony Pictures u razvoju nove filmske adaptacije romana Male žene Louise May Alcott, s Olivijom Milch koja bi napisala scenarij, a Robin Swicord i Denise Di Novi kao producenti. U ožujku 2015. Amy Pascal pridružila se kao producentica na novoj adaptaciji, a Sarah Polley je angažirana da napiše scenarij i potencijalno režira. U konačnici, Polleyjev angažman nikada nije otišao dalje od početnih razgovora. U kolovozu 2016. Greta Gerwig je angažirana da napiše scenarij. U lipnju 2018. Gerwig je najavljena kao redatelj filma kao i njegov scenarist. Čula je za Sonyjeve planove za adaptaciju knjige 2015. i pozvala je svog agenta da je kontaktira sa studijem, priznajući da, iako "nije bila ni na čijem popisu da režira ovaj film", to je nešto što je željela učiniti, navodeći kako ju je knjiga inspirirala da postane spisateljica i redateljica. Pascal je opisao Gerwigovo predstavljanje kao "ambiciju i snove koje imate kao djevojčica" i kako se oni "izgube iz vas dok odrastate", kao i "trgovinu i umjetnost i ono što moramo učiniti da stvari budu komercijalne. " Osim što je Gerwigin prvi studijski film koji je režirala, Male žene bio je njezin drugi samostalni redateljski pothvat.
Također je objavljeno u lipnju 2018. da su se Meryl Streep, Emma Stone, Saoirse Ronan, Timothée Chalamet i Florence Pugh pridružili glumačkoj ekipi filma u neobjavljenim ulogama. Gerwig je prethodno radila s Ronanom i Chalametom u svom solo redateljskom debi filmu, Lady Bird, dok je tražila Pugh nakon što ju je vidjela u Lady Macbeth (2016). Eliza Scanlen, koju je Gerwig vidjela u glavnoj ulozi u televizijskoj miniseriji Sharp Objects (2018.), pridružila se glumačkoj postavi sljedeći mjesec. James Norton i Laura Dern izabrani su u kolovozu. Emma Watson pridružila se glumačkoj ekipi istog mjeseca, zamijenivši Emmu Stone koja je odustala zbog sukoba rasporeda s promoviranjem filma Miljenica. U rujnu 2018. Louis Garrel, Bob Odenkirk i Chris Cooper pridružili su se glumačkoj postavi u sporednim ulogama. New Regency Pictures najavljen je kao dodatni financijer filma u listopadu.

### Pisanje
Gerwig je počela pisati scenarij tijekom putovanja u Big Sur u Kaliforniji nedugo nakon dodjele Oscara 2018., koristeći Alcottova pisma i dnevnike kao i "slike mladih žena iz 19. stoljeća" kao inspiraciju. Napisala je "tri ili četiri nacrta" prije produkcije Lady Bird. Također je crpila inspiraciju iz drugih Alcottovih priča za dijaloge. Gerwig je napisala mnogo preklapajućih redaka dijaloga koji bi se "čitali jedan na drugi." Osim toga, izjavila je da je monolog u filmu inspiriran razgovorom koji je vodila sa Streep o "izazovima s kojima su se žene susrele u 1860-ih". Kako bi "fokusirala film na [njegove likove] kao odrasle osobe", Gerwig je uključila nelinearnu vremensku liniju. Kraj se razlikuje od onog u romanu tako što prikazuje "užitke romanse unutar priče o Alcott koja ostvaruje svoje umjetničke ambicije", za koji je Gerwig vjerovala da odaje počast Alcottinoj pravoj viziji s obzirom na to da je Alcott morala "zadovoljiti narativna očekivanja ere". 

### Kostimi
Film je zahtijevao "otprilike 75 glavnih kostima iz razdoblja", od kojih je za izradu svakog bilo potrebno "otprilike 40 sati". Kostimografkinja, Jacqueline Durran, kombinirala je "slobodan krojački duh" i "tradicionalnu viktorijansku ukočenost" u kostimiranju likova. Želeći učiniti da "starinska odjeća izgleda poželjna modernom gledatelju", uparila je "vunene sontagice" sa "pretkanim kariranim suknjama", "dugim grimiznim ogrtačima" i "vetrenim novinarskim kapama". Razlikovala je garderobu likova u djetinjstvu i odrasloj dobi, imajući na umu "unutarnju logiku svakog od njih" i održavajući "vezu između njih dvoje", pri čemu je svakom liku dodijeljena "osnovna boja", uključujući crvenu za Jo, zelenu i boju lavande za Meg, smeđa i ružičasta za Beth i svijetloplava za Amy. Također je natjerala likove da dijele i ponovno koriste iste komade garderobe kako bi ojačali svoje međusobne odnose. Osim oblikovanja Jo u "vrećastim pamučnim haljinama" kao i "običnim vunenim suknjama", Durran je uključila "moderne reference" i koristila "mladog Boba Dylana", supkulturu Teddy Boya i sliku francuskog umjetnika Jamesa Tissota The Krug Rue Royale kao inspiracija za stil Laurija. Također je modelirala jedan od Joinih izgleda nakon figure na slici Plima Winslowa Homera iz 1870. 

### Snimanje
Glumačka postava, s iznimkom Pugh zbog njezinih obaveza snimanja Festival straha, počela je s probama za film dva tjedna prije snimanja. Glavno fotografiranje započelo je u Bostonu u listopadu 2018. s Harvardom u Massachusettsu kao glavnom lokacijom. Dodatne lokacije uključivale su Lancaster, Sveučilište Harvard u Cambridgeu, Crane Beach u Ipswichu i Concord, sve u državi Massachusetts. Muzej Shaker u Fruitlands of Harvard, imanje u kojem su Alcott i njezina obitelj nekoć živjeli, korišten je kao lokacija za Meg i Johnov dom. Obiteljska kuća March izgrađena je od nule na parceli u Concordu; dizajnerica produkcije Jess Gonchor namjeravala je da eksterijer odiše "starom istrošenom kutijom za nakit koju ste pronašli u bakinoj ladici", dok je interijer usporedio s " prekrasan labirint i tok i beskrajna aktivnost." Imanje Lyman u Walthamu korišteno je za scenu u plesnoj dvorani. Arnold Arboretum Sveučilišta Harvard korišten je za snimanje scene u pariškom parku iz 19. stoljeća s Pughom, Chalametom i Streep. Castle Hill u Ipswichu također je korišten za dupliranje za europske scene.
Usred produkcije, Gerwig je otkrila da je trudna i cijelo vrijeme je to tajila. Nametnula je zabranu korištenja mobitela na setu tijekom snimanja. Snimatelj Yorick Le Saux snimao je na 35 mm filmu. Nakon što je glavno fotografiranje završilo 16. prosinca 2018., Gerwig je sljedeći dan počela montirati film zajedno s montažerom Nickom Houyem, a kasnije ga je prikazala za rukovoditelje Sony Picturesa u New Yorku 10. ožujka 2019., tri dana prije rođenja svog sina. 

## Glazba
Francuski skladatelj Alexandre Desplat skladao je glavnu partituru. Gerwig je bila obožavateljica Desplatove glazbe za film Birth i željela je surađivati s njim, dok je on "volio" njezin film Lady Bird. Desplat je u intervjuu rekao da je Gerwig navela da bi željela da glazba bude "mješavina Mozarta i Bowieja", a ona je kasnije rekla da ga je angažirala zbog "lijepih, ali ne i saharinskih" i "zahtjevnih" kvaliteta njegove glazbe. Uposlio je orkestar koji je uključivao klavir, harfu, flautu, klarinet i čelestu. Snimka je objavljena 13. prosinca 2019.

## Kritike
Na internetskoj stranici Rotten Tomatoes, film ima ocjenu odobravanja od 95% na temelju 439 recenzija, s prosječnom ocjenom 8,5/10. Konsenzus kritičara stranice glasi: "Sa blistavom glumačkom postavom i pametnim, osjetljivim prepričavanjem svog klasičnog izvornog materijala, Male žene Grete Gerwig dokazuju da su neke priče doista bezvremenske." Na Metacriticu film ima prosječnu ocjenu od 91. od 100 na temelju 57 kritičara, što ukazuje na "univerzalno priznanje". Publika koju je anketirao CinemaScore dala je filmu prosječnu ocjenu "A−" na ljestvici od A+ do F, a gledatelji anketirani od strane PostTraka dali su mu prosječnu ocjenu pet od pet.
Pišući za IndieWire, Kate Erbland istaknula je Gerwigino "ambiciozno eliptično pripovijedanje" i pohvalila njezino vodstvo jer nije bilo "nezgrapno" niti "propovjedničko". Anthony Lane iz The New Yorkera rekao je da je to "možda najbolji film koji je dosad snimila Amerikanka". Lindsey Bahr iz Associated Pressa također je pohvalila Gerwigovu režiju, smatrajući je "zapanjujućim postignućem" i "izjavom umjetnika". Dodijelivši filmu tri i pol od četiri ocjene, Brian Truitt iz USA Today pohvalio je Gerwigovo pisanje kao "veličanstveno" i rekao da "čini Alcottovo vrijeme i jezik blistavo modernim i autentično nostalgičnim". Mick LaSalle, koji piše za San Francisco Chronicle, dao je mješovitu recenziju filmu, u kojoj je pohvalio Gerwigovu režiju, ali je kritizirao nelinearnu vremensku crtu i "drzave" likove.
Kritičari su hvalili glumačku postavu, pri čemu je David Rooney iz The Hollywood Reportera istaknuo njihov "divan ansambl", a Alonso Duralde iz TheWrapa rekao je da nije bilo "nijednog umjetnog trenutka" niti jednog glumca. Caryn James s BBC Onlinea nazvala je Ronanov nastup "sjajnim", a Leah Greenblatt iz Entertainment Weeklyja sugerirala je da ona "nosi gotovo svaku scenu u kojoj je". David Sims iz Atlantica istaknuo je Pughovu izvedbu, napisavši da je svoj lik pretvorila u "junakinju bogatu i uvjerljivu kao [Ronanova]",  dok je Clarisse Loughrey iz The Independenta izjavila da Pugh "uspijeva ukrasti šou". U svojoj recenziji za NPR, Justin Chang je pohvalio i Ronanovu i Pughovu izvedbu kao "blještavo dobre". Chalameta su također hvalili Peter Travers iz Rolling Stonea i Ann Hornaday iz The Washington Posta zbog "urođenog šarma i oštre ranjivosti" kao i "razigrane tjelesnosti" u njegovoj izvedbi.
Iako je film ukupno dobio šest nominacija za Oscara, Gerwig nije bila nominirana za najbolju režiju, što je ocijenjeno prijezirom. Allison Pearson iz The Telegrapha označila je ovo kao "potpuno novi standard idiotizma", smatrajući da "omalovažava žensko iskustvo", dok je Dana Stevens iz Slatea teoretizirala da članovi Akademije vjeruju da "žene mogu imati samo malo priznanja, kao poslasticu " i da se Gerwig "sa sigurnošću može ignorirati" jer je prethodno bila nominirana za Lady Bird. Pišući za Los Angeles Times, socijalni psiholozi Devon Proudfoot i Aaron Kay zaključili su da je prijezir nastao zbog "opće psihološke tendencije da se ženski rad nesvjesno smatra manje kreativnim od muškog".

## Vanjske poveznice
- službena stranica
- Male žene (2019.) na IMDb-u
- Male žene (2019.) na AllMovie
- službeni scenari